# Pseudobotrys
Pseudobotrys là một chi thực vật có hoa trong họ Cardiopteridaceae.

## Loài
Chi Pseudobotrys gồm các loài: